# Bona Dea
Bona Dea (łac. dosł. „Dobra Bogini”) – rzymskie bóstwo kobiece, związana z kultem płodności bogini-matka.
Była staroitalskim bóstwem płodności i dobrobytu. Rzymianie utożsamiali ją z postacią Fauny, małżonki Faunusa.
Corocznie 1 grudnia u podnóża Awentynu obchodzono jej święto w tajemnym miejscu zwanym Opertum. Miało ono charakter misteryjny i uczestniczyły w nim wyłącznie kobiety. Z obrzędami tymi łączył się skandal obyczajowy w roku 62 p.n.e. związany z Pompeją, żoną Juliusza Cezara.